# 賢諦巴
賢諦巴(梵文：Śāntipa)，印度大乘密宗人士，八十四成就者之一。

## 簡介
賢諦巴是毘克拉瑪希拉寺的住持，也是精通五明，術德兼備的大學者。因聲名遠播，斯里蘭卡國王卡畢納遣人請法，賢諦巴受到感動，與弟子隨從一同前來傳法三年。待傳法畢回寺，遇見一墾山農夫多希巴，並授予他密法。
回到毘克拉瑪希拉寺時，賢諦巴已經百歲，既老且盲，身體虛弱，堅硬的食物也都難以下嚥，弟子們只能用酸乳酪和糖來供養尊者，如是修法，散亂停滯，而多希巴經過十二年修法，證得大手印後，以智慧本尊身向賢諦巴上師頂禮，但沒有人看見，後才以化身顯現對上師做頂禮供養。
雙方高興聊談，互問成就，多希巴重於實修，已然開悟，而賢諦巴卻因講法多於實修，連密法口訣都已忘記，於是賢諦巴便向多希巴請法，實修十二年後，也獲得大手印成就。在利益眾生之後也進入了空行淨土。